# Waalre
Waalre (anhörenⓘ) ist eine Gemeinde in den Kempen in der niederländischen Provinz Noord-Brabant. Sie liegt vier Kilometer südlich von Eindhoven und ist die zweitreichste Gemeinde der Niederlande. In dieser Form entstand die Gemeinde 1923 aus den alten Gemeinden Aalst und Waalre.

## Ortsteile
Aalst und Waalre-dorp.

## Politik
Bei der letzten Kommunalwahl am 16. März 2022 konnte sich die Lokalpartei Aalst Waalre Belang mit 20,2 Prozent aller Stimmen durchsetzen und damit ihren Wahlsieg aus dem Jahr 2018 verteidigen.

### Gemeinderat
Seit 1982 formiert sich der Gemeinderat von Waalre folgendermaßen:
| Partei                  | Sitze | Sitze | Sitze | Sitze | Sitze | Sitze | Sitze | Sitze | Sitze | Sitze | Sitze |
| Partei                  | 1982  | 1986  | 1990  | 1994  | 1998  | 2002  | 2006  | 2010  | 2014  | 2018  | 2022  |
| ----------------------- | ----- | ----- | ----- | ----- | ----- | ----- | ----- | ----- | ----- | ----- | ----- |
| Aalst Waalre Belang     | –     | –     | –     | –     | 4     | 4     | 2     | 5     | 3     | 4     | 3     |
| Gemeente Belangen ’74   | 2     | 3     | 4     | 4     | 4     | 3     | 2     | 5     | –     | –     | –     |
| CDA                     | 6     | 5     | 5     | 5     | 2     | 3     | 3     | 3     | 3     | 2     | 3     |
| D66                     | 1     | 1     | 3     | 2     | 2     | 1     | 1     | 2     | 4     | 3     | 3     |
| VVD                     | 4     | 4     | 3     | 4     | 4     | 4     | 4     | 4     | 3     | 3     | 3     |
| GroenLinks              | –     | –     | –     | –     | –     | –     | 1     | 1     | 1     | 2     | 2     |
| Zelfstandig Waalre 2014 | –     | –     | –     | –     | –     | –     | –     | –     | 2     | 2     | 2     |
| PvdA                    | 2     | 2     | 2     | 2     | 1     | 2     | 4     | 2     | 1     | 1     | 1     |
| PSP                     | 0     | –     | –     | –     | –     | –     | –     | –     | –     | –     | –     |
| Gesamt                  | 15    | 15    | 17    | 17    | 17    | 17    | 17    | 17    | 17    | 17    | 17    |